# Curepto
Curepto é uma comuna da província de Talca, localizada na Região de Maule, Chile. Possui uma área de 1.073,8 km² e uma população de 10.812 habitantes (2002).